# Camin (Padova)
Camin è una frazione di Padova, nel Veneto, situata nel quartiere 3 Est di Padova.

## Storia
Prima della Seconda guerra mondiale, Camin era solo un'enorme campagna, che però già all'epoca si distingueva per lo smistamento di traffico visto che si trova a 2 km da Noventa Padovana, 7 km dal centro di Padova, 6 km dalla provincia di Venezia con Vigonovo, 4 km da Ponte San Nicolò e da Saonara.
Nel 1947, dopo il conflitto bellico, il comune di Padova decise di insediare nelle campagne caminesi la zona industriale, che si era in parte già instaurata nel quartiere Nord, verso Limena. Camin, per via di questa ubicazione, soffre di notevoli problematiche ambientali legate a fabbriche inquinanti della zona industriale.
La zona di Camin ha origini molto antiche: già in età preromana, 1000 anni prima di Cristo, sorgevano nell'area nuclei abitativi del popolo dei Paleoveneti, come dimostrato dal ritrovamento di importanti reperti di quella cultura. Nella zona spesso i contadini, scavando, hanno ritrovato resti di tombe e suppellettili e, poiché i romani seppellivano i loro morti lungo le strade, è stato possibile risalire al tracciato delle antiche strade romane. Un importante ritrovamento casuale è la stele di Camin, monumento funebre dove è rappresentato il dono che la donna porge per accompagnare il consorte nel viaggio dell'oltretomba. La stele è oggi conservata presso il Museo degli Eremitani, a Padova.
L'antico ponte dei Graissi o dei Greci, sembra derivare dal passaggio del greco Cleonimo, mentre non è altro che il veneto graisso 'graticcio' (nel 1275 era chiamato "pons gradiciorum"), fu sempre fino all'ultima guerra, strategicamente importante per i collegamenti tra Venezia e Padova. Camin era ricco di boschi e paludi dove si esercitava la pesca; col passar del tempo le acque si ritirarono lasciando un terreno adatto all'agricoltura che divenne feudo dei “da Camino”, famiglia di origini longobarda della marca trevigiana. Camin e le altre contrade vicine furono possedimenti canonici di Padova che qui nel 1105 avevano un porto fluviale. La chiesa di Camin, dedicata a Santissimo Salvatore, esiste da prima del 1200.
Villa Berta, originariamente abitazione di una ricca famiglia, ora è sede di uffici e sale riunione del consiglio di Quartiere 3 Est e di altri servizi comunali e dell'Usl 16. Chiamata originariamente “casa Pajola”, dopo la guerra ospitò un ospedale geriatrico, ricovero a lunga degenza per anziani e ammalati; successivamente ospitò la scuola media dalla sua istituzione fin al 1973 quando fu inaugurato l'attuale edificio della scuola media e Villa Berta ha assunto la sua destinazione attuale.

## Parrocchia di Camin
La parrocchia di Camin è suddivisa in due realtà: quella strettamente di Camin - che fa riferimento alla Chiesa del SS. Salvatore - e quella di Granze di Camin dedicata a S. Clemente, a 3 km in linea d'aria verso Sud e confinante con la realtà di Ponte San Nicolò. A partire dagli anni '70 l'area parrocchiale ha subito importanti modificazioni urbanistiche: il "centro" di Camin odierno era un enorme parco con alberi, viali e un laghetto, che a seguito di cessioni territoriali a privati cittadini sono rientrati in una serie di interventi edilizi che hanno stravolto il territorio con palazzine e condimini. Del parco rimane solo Villa Bellini, recentemente restaurata, e accessibile per feste, pranzi e cene e numerose altre attività soprattutto di natura parrocchiale. Il centro parrocchiale di Camin si completa con il Centro Parrocchiale di via S. Salvatore, di fronte alla chiesa. Inaugurato nel settembre del 2016 con la presenza del vescovo di Padova Claudio Cipolla, l'opera di ammodernamento dell'ex impianto sportivo della Caminese Calcio è stata fortemente voluta dal parroco Ezio Sinigaglia. A contribuire finanziariamente per la realizzazione dell'opera sono concorsi anche il Comune di Padova, presente all'inaugurazione con la consigliera Mariella Mazzetto, e la Curia patavina.
Grande rilievo nel contesto locale ha la tradizionale sagra paesana, che ha culmine l'ultima domenica di agosto di ogni anno. Dedicata alla Madonna della Cintura, ha come protagonisti i ragazzi che nel corso dell'anno raggiungono la maggiore età. La sagra si tiene nel complesso parrocchiale del paese, nel campo sportivo parrocchiale, e richiama ogni anno circa 10.000 persone nell'arco di sei serate di festa. La sagra è organizzata e tenuta da quasi 300 volontari, la maggior parte parrocchiani. Negli ultimi anni sono state introdotte un Mercatino dell'Usato e mostre di quadri e opere d'arte di artisti locali.

## Trasformazioni urbane e demografiche; luoghi di aggregazione
Lungo le due direttrici principali del paese, quella Nord-Sud da Noventa Padovana a Ponte San Nicolò, quella Est-Ovest tra Padova Centro e Saonara, nel corso degli ultimi decenni si è assistito ad una radicale trasformazione delle attività commerciali e della demografia caminese. Via Vigonovese ha conosciuto un'intensificazione del transito veicolare, divenendo assai trafficata e problematica dal punto di vista ambientale e di vivibilità. Dagli anni Duemila, i nuovi inquilini lungo via Vigonovese sono soprattutto di origine asiatica ed africana, come si può appurare dalla tipologia di attività commerciali più recenti che hanno aperto nel corso degli ultimi anni.
Nel 2016, durante l'amministrazione Bitonci, prende avvio l'iter per la costruzione di un'arcostruttura a Camin che ampli e potenzi lo sport in quartiere: sorge così nel giro di pochi anni, negli spazi adiacenti alla Caminese Calcio. Con il succedersi dei mesi e il cambiamento dell'amministrazione, però, soggiungono problematiche burocratiche che, malgrado l'inaugurazione ufficiale della struttura nel 2019, vedono i tempi di assegnazione della struttura alle società che ne richiedono l'utilizzo allungarsi.

## Iniziative per giovani
Nel novembre del 2018 ha avuto luogo un'iniziativa volta ai giovani di "Fraternità", organizzata in contesto parrocchiale, di convivenza di circa una quindicina di giovani delle scuole superiori, residenti in paese, che per qualche giorno ha convissuto in Villa Bellini e organizzato la propria routine quotidiana "alloggiando" però nei medesimi ambienti.
Dopo circa 15 anni di chiusura, nell'agosto del 2019 riprende l'iniziativa della Biblioteca di Camin, grazie ad un gruppo di volontari.